# Costas extrañas. Ensayos, 1986-1999
 Costas extrañas. Ensayos, 1986-1999  (Stranger Shores: Literary Essays, 1986-1999) es un libro publicado en inglés en el año 2002 por J. M. Coetzee, autor sudafricano nacionalizado en Australia y Premio Nobel de literatura.

## Estructura del libro
El libro contiene 26 pequeños ensayos que tienen su origen en conferencias, introducciones de libros y artículos en periódicos y revistas de carácter literario. 
Desde el inicio, Coetzee, con su artículo "¿Qué es un clásico?", título de un ensayo de T.S. Eliot quiere descifrar los hitos literarios con los que ha construido su obra, su origen occidental, como contrapunto a su experiencia vital sudafricana. La razón, la pasión y emoción que le han enseñado diversos autores y que necesita de un planteamiento moral profundo, radical y libre para poder reconocer lo humano. 

## Índice de ensayos
1. "¿Qué es un clásico?", una conferencia
2. Daniel Defoe, Robinson Crusoe
3. Samuel Richardson, Clarissa
4. Marcellus Emants, Una confesión póstuma
5. Harry Mulisch, El descubrimiento del cielo
6. Cees Nooteboom, novelista y viajero
7. El Rilke de William Gass
8. Traducir a Kafka
9. Los Diarios de Robert Musil
10. Josef Skvorecky
11. Dostoievski, Los años milagrosos
12. Los ensayos de Joseph Brodsky
13. Jorge Luis Borges, Collected Fictions
14. A. S. Byatt
15. Caryl Phillips
16. Salman Rushdie, El último suspiro del moro
17. Aharon Appelfeld, The Iron Tracks
18. Amos Oz
19. Naguib Mahfuz, La epopeya de los miserables
20. Los poemas de Thomas Pringle
21. Daphne Rooke
22. Gordimer y Turgueniev
23. La autobiografía de Doris Lessing
24. Las memorias de Breyten Breytenbach
25. Liberales surafricanos: Alan Paton, Helen Suzman
26. Nöel Mostert y la frontera oriental de El Cabo